# Julius Roger

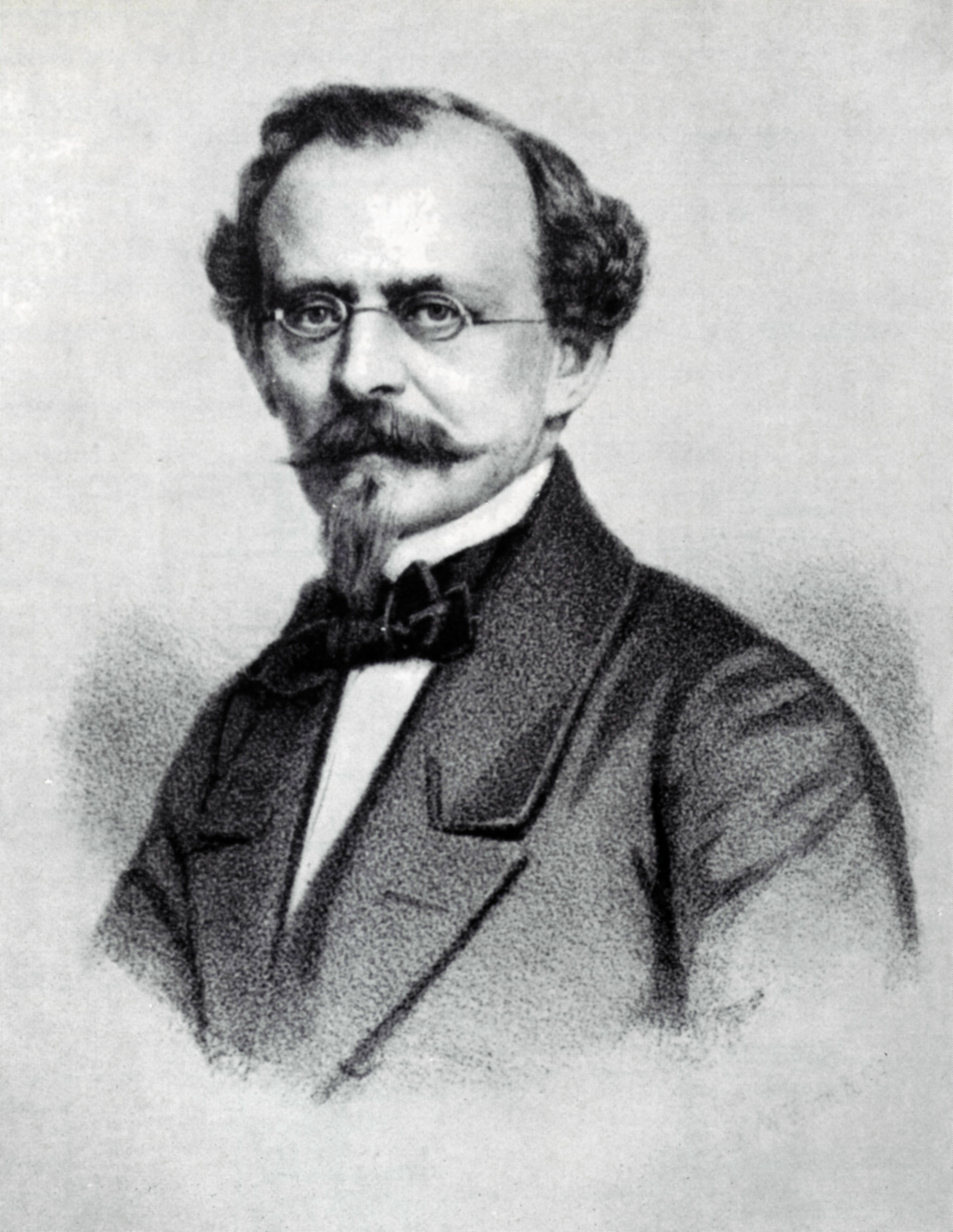
Julius Roger

Julius August Roger (* 28. Februar 1819 in Niederstotzingen, Königreich Württemberg; † 7. Januar 1865 bei Rachowitz, Landkreis Tost-Gleiwitz) war ein deutscher Arzt, Naturforscher, Entomologe, Volkskundler und Sammler von Volksliedern. Allein in Oberschlesien hat er über 400 Käferarten neu aufgefunden und verzeichnet. Zudem sammelte er mehrere hundert Volkslieder, größtenteils aus Oberschlesien und in polnischer Sprache. Ein Teil wurde im Werk „Volkslieder der Oberschlesier“ 1863 in Breslau herausgegeben, das er dem Herzog Victor I. von Ratibor widmete. Roger war ein Freund und Mitarbeiter des Entomologen Ernst Gustav Kraatz.

## Leben

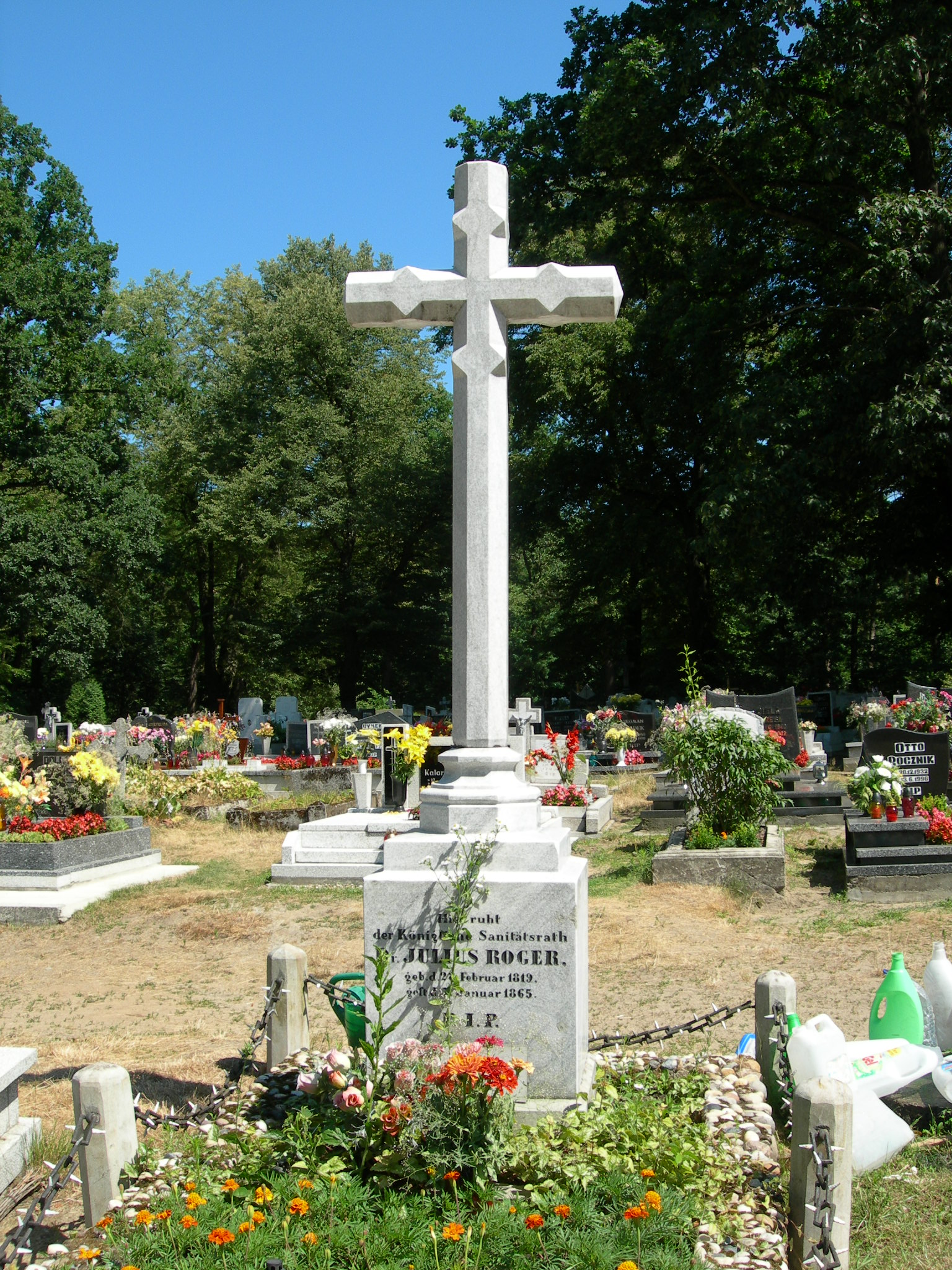
Grabstein Julius Rogers

Von Rogers Eltern ist nur bekannt, dass der Vater nach Beendigung seiner Tätigkeit für den  Grafen v. Maldeghem von Niederstotzingen nach Augsburg verzog. Hier besuchte Roger das Gymnasium bei St. Stephan und trat 1839 in den Benediktiner-Orden ein. Kurzfristig hielt er sich im Kloster Ottobeuren auf, verließ es aber noch im selben Jahr. Anschließend studierte er an der Ludwig-Maximilians-Universität Medizin. Wie Alois von Brinz und Hermann Lingg wurde er 1839 Mitglied des Corps Suevia München. Ihm blieb er zeitlebens als Renoncephilister verbunden. Als praktischer Arzt seit 1844 in Mergentheim tätig, schrieb er seine Doktorarbeit bei Carl Reinhold August Wunderlich an der Medizinischen Klinik der Eberhard Karls Universität Tübingen. 1846 wurde Roger zum Dr. med. promoviert.
1847 trat Roger in die Dienste des Herzogs von Ratibor, Herzog Viktor Moritz Karl Friedrich zu Hohenlohe-Waldenburg-Schillingsfürst (1818–1893). Der Wohnsitz des Herzogs, Groß Rauden in Oberschlesien, wurde ab diesem Zeitpunkt zum Wirkungsort Rogers. Unter Herzog Viktor I. wurde er zum Königlichen Hofrat ernannt. Er überzeugte den Herzog vom Neubau eines zeitgemäßen Krankenhauses in Groß Rauden. Später setzte er sich für den Neubau eines Krankenhauses in Rybnik ein. Er selbst arbeitete im Krankenhaus in Pilchowitz.
Roger starb am 7. Januar 1865 mit 45 Jahren während einer Jagd im Herzoglich Ratiborschen Wald an einem Schlaganfall. Die Beisetzung fand am 11. Januar statt. Das Grab Rogers befindet sich in Groß Rauden.
Zum Gedenken an Julius Roger ließ Herzog Viktor I. an seinem Sterbeort bei Rachowitz ein Denkmal errichten. Am 26. Mai 1865 wurde die Julius-Roger-Stiftung gegründet, zur Unterstützung Hilfsbedürftiger.
Rogers Bruder Carl Roger (1811–1877) wurde 1854 der erste Kustos des Maximilianmuseums in Augsburg. Carls Sohn war der Arzt, Paläontologe und Archäologe Otto Roger. Auffallend ist, dass dieser Neffe von Julius Roger eine umfangreiche Käfer- und Ameisensammlung besaß, die das Naturwissenschaftliche Museum Augsburg aufbewahrte und er wie sein Onkel insektenkundliche Aufsätze verfasste.

## Werke (Auswahl)
Vorbemerkung: Sämtliche in der Berliner Entomologischen Zeitschrift veröffentlichten Aufsätze Rogers über Ameisen sind als PDF abrufbar in AntCat, an Online Catalog of the Ants of the World. 
Für das Medizinische Correspondenzblatt des Württembergischen Ärztlichen Vereins lieferte er von Mergentheim aus offenbar nur im Jahr 1846 Beiträge (Digitalisat).
- Coleoptera. Verzeichniß der bisher in Oberschlesien aufgefundenen Käferarten. In: Correspondenzblatt des Vereins für schlesische Insekten-Kunde zu Breslau, Nr. 3 und 4, Breslau 1856, S. 3–132 (Digitalisat).
- Pieśni ludu polskiego w Górnym Szląsku z muzyką. Skutsch, Breslau 1863.
- Ruda: Polnische Volkslieder der Oberschlesier. Deutsche Übersetzung von August Heinrich Hoffmann von Fallersleben. Freyschmidt, Cassel 1865 (Digitalisat).